# Poza de la Sal (kommunhuvudort)
Poza de la Sal är en kommunhuvudort i Spanien.   Den ligger i provinsen Provincia de Burgos och regionen Kastilien och Leon, i den norra delen av landet, 250 km norr om huvudstaden Madrid. Poza de la Sal ligger 764 meter över havet och antalet invånare är 383.
Terrängen runt Poza de la Sal är kuperad åt nordväst, men åt sydost är den platt. Runt Poza de la Sal är det mycket glesbefolkat, med 7 invånare per kvadratkilometer. Närmaste större samhälle är Briviesca, 19,4 km sydost om Poza de la Sal. Trakten runt Poza de la Sal består till största delen av jordbruksmark.